# Joy Clark
Joy Clark est une auteure-compositrice-interprète et guitariste afro-américaine.

## Biographie
Originaire de la Nouvelle-Orléans, Joy Clark grandit sur la rive ouest, dans le quartier Woodmere de Harvey. Elle est la fille d'un pasteur, et la plus jeune des cinq frères et sœurs d'une famille très unie. Sa mère lui donne des cours à domicile tandis que son père enseigne l'anglais dans les écoles de la paroisse de Jefferson, et prêche le week-end. 
Joy Clark considère la musique comme la possibilité de créer une atmosphère propice à l'expérience émotionnelle, et à la célébration de la paix et de l'amour. Elle pratique la guitare acoustique et la guitare électrique. Ses rythmes complexes et ses mélodies chaleureuses révèlent également une douce vulnérabilité. 
Elle forme avec son frère Farren, batteur, et le père de l'un de ses amis, un premier groupe informel baptisé Shoeless Crew, du nom de leur habitude d'enlever leurs chaussures avant d'entrer dans la maison. À l'âge de quatorze ans, elle maîtrise suffisamment d'accords folk pour commencer à jouer dans l'église non confessionnelle gospel de son père. 
Après des années d'enseignement à domicile, elle s'inscrit à l'université de la Nouvelle-Orléans. Ses études interdisciplinaires s'orientent sur la sociologie, l'histoire et l'anglais. Elle envisage un temps une carrière de professeure.  

## Carrière musicale

### Collaborations
Après avoir obtenu son diplôme, elle commence à travailler comme musicienne, accompagnant des amis comme la pianiste et compositrice, Lilli Lewis. Sa longue collaboration avec Cyril Neville, lui permet de donner des concerts deux fois par semaine au Royal Sonesta. 
Joy Clark est membre du groupe The Rainbow Coalition fondé par l'auteure-compositrice-interprète, musicienne et militante canadienne, Allison Russel,. Elle rencontre Allison Russell à Nashville par l'intermédiaire de Black Opry, une organisation qui soutient les artistes noirs travaillant dans les genres country, folk, blues et Americana . Elle accompagne la formation sur scène lors de tournées internationales, et a également partiagé la scène aux côtés de Brandi Carlile, Indigo Girls, ou Cyril Neville. 

### Carrière solo
En 2020, Joy Clark édite un premier EP en autoproduction intitulé Here. L'album évoque le fait de suivire une thérapie. Elle aime a renvendiquer que l'intimité est son superpouvoir. Le 5 octobre 2023, Joy Clark publie un premier single Guest pour annoncer la sortie prochaine de son premier album solo sur le label Righteous Babe Records.

## Discographie
- 2020 : Here (EP)
- 2024 : Joy Clark, l Righteous Babe Records